# Clancy Brown
Clarence J. "Clancy" Brown III (sinh ngày 5/1/1959) là nam diễn viên người Mỹ. Ông được biết đến qua các phim như Highlander (1986), The Shawshank Redemption (1994), Starship Troopers (1997) và Carnivàle (2003–05). Ông từng lồng tiếng cho vai Surtur trong Thor: Ragnarok (2017).

## Danh sách phim

### Điện ảnh
| Năm  | Tên phim                     | Vai diễn | Ghi chú    |
| ---- | ---------------------------- | -------- | ---------- |
| 2017 | Thor: Tận thế Ragnarok       | Surtur   | Lồng tiếng |
| 2019 | Tiểu thư và chàng lang thang | Issac    | Lồng tiếng |
| 2022 | John Wick: Chapter 4         |          |            |

### Truyền hình
| Năm       | Tên phim                                | Vai diễn         | Ghi chú    |
| --------- | --------------------------------------- | ---------------- | ---------- |
| 2016-2018 | Thợ săn yêu tinh: Truyền thuyết Arcadia | Gunmar           | Lồng tiếng |
| 2020      | Pháp sư: Chuyện xứ Arcadia              | Gunmar           | Lồng tiếng |
| 2024      | The Penguin                             | Salvatore Maroni |            |